# Обыкновенный тюлень
Обыкновенный тюле́нь (лат. Phoca vitulina) — представитель семейства настоящих тюленей. Распространены циркумполярно и встречаются во всех морях, примыкающих к Северному Ледовитому океану.
Два подвида находятся в Красной книге (европейский подвид и тюлень Стейнегера или островной тюлень).
Заселяют прибрежные воды Атлантического и Тихого океанов, а также Балтийского и Северного морей. Обыкновенные тюлени бывают коричневого, рыжеватого или серого цвета и имеют характерные V-образные ноздри. Взрослые особи достигают 1,85 м в длину и 135 кг массы. Самки живут до 30—35 лет, а самцы до 20—25 лет. Обыкновенные тюлени обычно заселяют скалистые места, где их не могут достать хищники. Общемировая популяция тюленей составляет от 400 тыс. до 500 тыс. особей. Некоторые подвиды находятся под угрозой исчезновения; подвид Phoca vitulina vitulina охраняется в рамках Соглашения по Ваттовому морю.

## Размножение
Береговые формы обыкновенного тюленя для родов выходят на отмели, образующиеся во время отливов. В этих условиях новорождённые должны уметь плавать уже через несколько часов после родов. В отличие от остальных тюленей, рожающих на льдах, щенки у береговых форм рождаются, утеряв белый эмбриональный мех в последние дни утробного развития.
Самки тюленей вкладывают больше усилий в воспитание детёнышей, чем самцы. В течение первого часа после рождения детёнышей, матери охотно идут на сближение, чтобы малыши узнали и запомнили мать, что имеет решающее значение для успешного воспитания детёнышей. Обычно щенят матери кормят в течение 4 недель молоком, содержащим около 50 % жира. Такое высокое содержание жира приводит к быстрому росту. В течение 4—6 недель до отъёма детёнышей они держатся за спины своих матерей в воде.

## Подвиды
Существуют пять подвидов тюленя обыкновенного:
- Западно-атлантический тюлень, Phoca vitulina concolor (DeKay[англ.], 1842), обитает в восточной части Северной Америки;
- Тюлень Унгавы, Phoca vitulina mellonae (Doutt, 1942) — обнаружен в пресных водах восточной части Канады. Некоторыми исследователями включается в подвид P. v. concolor;
- Тихоокеанский обыкновенный тюлень, Phoca vitulina richardsi (Gray, 1864). Встречается в западной части Северной Америки;
- Островной тюлень, Phoca vitulina stejnegeri (Allen, 1902). Водится в Восточной Азии;
- Восточно-атлантический тюлень, Phoca vitulina vitulina (L., 1758). Наиболее распространённый из всех подвидов тюленя обыкновенного. Встречается в Европе и Западной Азии.